# Нарышкинский сельсовет
Нарышкинский сельсовет — сельское поселение в Вознесенском районе Нижегородской области.
Административный центр — село Нарышкино.

## История
Статус и границы сельского поселения установлены Законом Нижегородской области от 15 июня 2004 года № 60-З «О наделении муниципальных образований - городов, рабочих посёлков и сельсоветов Нижегородской области статусом городского, сельского поселения».
Законом Нижегородской области от 11 августа 2009 года № 118-З сельские поселения Аламасовский сельсовет, Нарышкинский сельсовет и Сарминско-Майданский сельсовет объединены в сельское поселение Нарышкинский сельсовет.

## Население
| 2002  | 2010  | 2012  | 2013  | 2014  | 2015  | 2016  |
| ----- | ----- | ----- | ----- | ----- | ----- | ----- |
| 3205  | ↘2970 | ↘2845 | ↘2800 | ↘2765 | ↘2705 | ↘2672 |
| 2017  | 2018  | 2019  | 2020  | 2021  |       |       |
| ↘2633 | ↘2568 | ↘2534 | ↘2497 | ↘2415 |       |       |

## Состав сельского поселения
| №  | Населённый пункт  | Тип населённого пункта       | Население |
| -- | ----------------- | ---------------------------- | --------- |
| 1  | Аламасово         | село                         | ↘574      |
| 2  | Барановка         | посёлок                      | ↗14       |
| 3  | Заря              | посёлок                      | ↘47       |
| 4  | Илёв              | село                         | ↘200      |
| 5  | Малый Майдан      | деревня                      | ↘6        |
| 6  | Нарышкино         | село, административный центр | ↘1096     |
| 7  | Путь Ленина       | посёлок                      | ↘32       |
| 8  | Сарминский Майдан | село                         | ↘874      |
| 9  | Свободный         | посёлок                      | ↘26       |
| 10 | Торжок            | посёлок                      | ↘10       |
| 11 | Три Овражка       | посёлок                      | →0        |
| 12 | Хохлиха           | посёлок                      | ↘19       |
| 13 | Шаприха           | посёлок                      | ↘72       |